# Torre dels Milà
La torre dels Milà (antic Ajuntament) està situada al centre històric del poble de Massalavés (comarca de la Ribera Alta), a la mateixa plaça de l'església. La família Milà, llinatge noble valencià, va ser propietària d'aquesta torre medieval per on accedien al castell, avui desaparegut.